# Тюльді
Тюльді́ (рос. Тюльди, башк. Төлдө) — присілок (у минулому село) у складі Калтасинського району Башкортостану, Росія. Адміністративний центр Тюльдинської сільської ради.
Населення — 273 особи (2010; 328 у 2002).
Національний склад:
- марійці — 97 %

## Видатні уродженці
- Кубакаєв Тімірай Кубакаєвич — Герой Радянського Союзу.